# لاستنلينا
لاستنلينـّا (Lastenlinna) مستشفى للأطفال في العاصمة الفنلندية هلسنكي. و هو جزء من مستشفى جامعة هلسنكي المركزي.
تأسس المستشفى في عام 1917 في حي كاليو هلسنكي. واكتمل بناء الحالي في حي تولو في عام 1948.
كان طبيب الأطفال أرفو أولبو رئيساً لمستشفى لاستنلينا بين عامي 1920-1963.